# Carlia quinquecarinata
Carlia quinquecarinata — вид сцинкоподібних ящірок родини сцинкових (Scincidae). Ендемік Австралії.

## Поширення і екологія
Carlia quinquecarinata мешкають на островах Дарнлі і Мюррей, розташованих у Торресовій протоці. Вони живуть у вологих чагарникових заростях, серед опалого листя і хмизу.